# Il mistero della signora scomparsa (film)
Il mistero della signora scomparsa (The Lady Vanishes) è un film del 1979 diretto da Anthony Page.
Basato sul romanzo Il mistero della signora scomparsa pubblicato nel 1936 da Ethel Lina White e rifacimento de La signora scompare di Alfred Hitchcock (1938), è un thriller ambientato nel 1939, alla vigilia della seconda guerra mondiale.

## Trama
Baviera, agosto 1939. Alcune persone sono costrette a rimandare di un giorno la loro partenza per Basilea in quanto i treni sono stati requisiti dalla Wehrmacht, e devono quindi pernottare nell'hotel di un piccolo villaggio presso Oberdrauburg. Tra di loro vi sono sia tedeschi sia stranieri: Amanda Kelly, giovane ereditiera statunitense; Miss Froy, affabile bambinaia inglese di mezza età; il dottor Egon Hartz, un medico tedesco; due anziani amici britannici, Caldicott e Charters, tifosi di cricket; Robert, un giovane giornalista americano; la baronessa tedesca von Kingsling, coi suoi accompagnatori; e una coppia di amanti inglesi la cui maggior preoccupazione è quella di non essere riconosciuti. Durante la notte in hotel Amanda, ubriaca, viene invitata a fare l'imitazione di Adolf Hitler, cosa che irrita alcuni uomini delle SS che subito attaccano rissa e fanno cadere la ragazza dal tavolo, che sbatte la testa. Prontamente soccorsa dal dottor Hartz, la ragazza viene messa a letto.
La mattina seguente il treno finalmente parte. Amanda occupa lo scompartimento della baronessa von Kingsling, e qui trova anche Miss Froy, con la quale fa subito amicizia; le due si dirigono nel vagone ristorante e durante il percorso si imbattono in gran parte dei passeggeri inglesi, fra cui Charters e Caldicott che vengono interrotti proprio da Miss Froy durante la loro conversazione sul cricket. Al ristorante le due donne vengono servite e Miss Froy chiede al cameriere di prepararle un tè che questa aveva nella borsetta, un certo Harriman Herbal. Amanda si consola invece con un doppio whisky e soda. Le due tornano poi nello scompartimento, Amanda si addormenta. Al suo risveglio la signorina Froy è scomparsa; della cosa nessuno pare accorgersi. Amanda interroga diverse persone sul treno eppure nessuno sembra aver visto la donna, la baronessa addirittura afferma che non c'è mai stata una bambinaia inglese sul treno e che Amanda è andata e tornata dal vagone ristorante sempre sola. Amanda decide di indagare sull'accaduto, sicura che Miss Froy non è affatto frutto della sua immaginazione e che si trovi in pericolo.
Il treno si ferma improvvisamente per poter caricare una signora rimasta gravemente ferita in seguito a un incidente d'auto: il dottor Hartz scende dal convoglio per poi risalirvi con la donna, il cui viso è completamente fasciato, e una suora che la assiste. Dopo che il treno è ripartito Amanda trova, vestita esattamente come Miss Froy, una certa Frau Kummer, che dichiara di essere la persona che lei andava cercando. La giovane donna, sconfortata, ritorna nel vagone ristorante, questa volta in compagnia di Robert. Tenta di fargli capire che Miss Froy era sul treno. Lo sta per persuadere mostrandogli, sul vetro del finestrino della carrozza, ancora visibile, la scritta "Froy" che la signorina aveva tracciato col dito, ma Robert vi volge lo sguardo quando la scritta è ormai scomparsa. In preda alla disperazione Amanda arresta il treno e sviene. A convincere Robert della versione di Amanda sarà la bustina del tè lanciata dal cameriere insieme al resto della spazzatura fuori dal finestrino e andata ad appiccicarsi sul vetro: l'Harriman Herbal. Amanda e Robert iniziano a questo punto a cooperare per ritrovare la bambinaia. I due rovistano nella carrozza bagagliaio, dove trovano gli occhiali rotti di Miss Froy, ma uno degli scagnozzi della baronessa ingaggia una violenta lotta con i due riuscendo a sottrarre loro quella prova.
Vedendo che la religiosa indossa scarpe con tacco alto, Robert è colto da un'intuizione, ma non ha il tempo di verificarla perché viene interrotto da Hartz, che intende neutralizzare lui e Amanda con un brandy drogato. Tuttavia la suora, che in realtà è la moglie del dottore, fa fallire di proposito il suo piano, non avendolo mai approvato veramente; non solo lei si è rifiutata di versare la droga nei bicchieri ma contribuirà anche alla liberazione di Miss Froy, che era sempre stata sul treno. Si scopre infatti che la signora fatta salire con la finta suora era Frau Kummer, e che le bende erano state messe poi sul volto della bambinaia, rimasta priva di sensi dopo una colluttazione coi fiancheggiatori della baronessa, zia del dottore.
I passeggeri inglesi del treno realizzano di trovarsi coinvolti in una pericolosa storia di spionaggio: la bambinaia porta infatti con sé un'informazione che i nazisti vogliono bloccare finché il convoglio è in territorio tedesco. Le SS fanno deviare il treno su un binario morto, dirigendovi quindi un gruppo di uomini armati. Miss Froy fugge nel bosco, dopo aver lasciato il messaggio in codice contenuto nelle note musicali di una melodia, che Robert dovrà imparare a memoria e portare al Ministero degli Esteri britannico nel caso lei non riuscisse a salvarsi. Coraggiosamente i viaggiatori rimasti sul treno si difendono e rispondono al fuoco nello scontro armato con le forze nemiche. Robert, aiutato da Caldicott, riattiva la locomotiva, e il treno può così superare il confine mettendo in salvo la maggior parte dei passeggeri.
Arrivata a Londra, Amanda, ormai conquistata da Robert, rinuncia per lui al promesso sposo. I due quindi si recano al Ministero degli Esteri a Whitehall per riferire il messaggio in codice. Robert si accorge di aver dimenticato le note della melodia che pure aveva canticchiato per tutto il tempo. In una stanza del Ministero qualcuno però sta suonando al pianoforte proprio quelle note: è Miss Froy.

## Produzione
Questo film fu l'ultimo prodotto dalla Hammer Film Productions, storica casa cinematografica inglese, specializzata in cinema horror, che poco dopo la sua uscita finì in bancarotta.

## Accoglienza e critica
Generalmente malvisto dalla critica, soprattutto nel confronto con l'originale La signora scompare (The Lady Vanishes) di Alfred Hitchcock del 1938, è però apprezzato da molti spettatori, che lo hanno definito un "thriller affascinante" a cui non mancano le scene di comicità.